# 荒神
荒神（あらがみ または こうじん）とは、日本の民間信仰において、地域や台所の神として祀られる神格の一例。

## 概要
民俗学が報告する様々な習俗や信仰形態、地方伝承なども様々であり、極めて複雑な形成史であると考えられている。その多くは仏教の尊格としての像容を備えているが、偽経を除けば本来の仏典には根拠がなく、核となったのは土着の信仰だったと思われる。現在では純粋に神道の神として説明されるケース（後述）もあるが、それらは江戸国学以降の思弁によって竈神を定めたものとされる場合もある。

## 名称
猛々しくも荒々しく、霊験あらたかな神の意として「あらがみ」と呼ぶ場合もあり、厨（くりや）を守護する「こうじん」とは異なる神として区別する場合もある。時に荒神を祀る社（やしろ）を荒神殿（こうじんでん）と称したり、そこで執り行われる鎮魂舞踊、または社ないし場自体を荒神神楽（あらがみかぐら）と呼ぶケースなどが見られる。これは地域や信仰によって異なり、台所を守る神について「あらがみ」と称する例も多く、読みが一定しない。

## 信仰史
荒神信仰は、西日本、特に瀬戸内海沿岸地方で盛んだったようである。各県の荒神社の数を挙げると、岡山(200社)、広島(140社)、島根(120社)、兵庫(110社)、愛媛(65社)、香川(35社)、鳥取(30社)、徳島(30社)、山口(27社)のように中国、四国等の瀬戸内海を中心とした地域が上位を占めている。他の県は全て10社以下である。県内に荒神社が一つもない県も多い。
荒神信仰には後述するように大別すると二通りの系統がある（三系統ともいう）。屋内に祀られるいわゆる「三宝（寶）荒神」、屋外の「地荒神」である。
屋内の神は、中世の神仏習合に際して修験者や陰陽師などの関与により、火の神や竈の神の荒神信仰に、仏教、修験道の三宝荒神信仰が結びついたものである。地荒神は、山の神、屋敷神、氏神、村落神の性格もあり、集落や同族ごとに樹木や塚のようなものを荒神と呼んでいる場合もあり、また牛馬の守護神、牛荒神の信仰もある。
御祭神は各県により若干の違いはあるが、道祖神、奥津彦命（おきつひこのみこと）、奥津姫命（おきつひめのみこと）、軻遇突智神の火の神様系を荒神として祀っている。神道系にもこれら火の神、竈の神の荒神信仰と、密教、道教、陰陽道等が習合した「牛頭天王（ごずてんのう）」のスサノオ信仰との両方があったものと考えられる。祇園社（八坂神社）では、三寶荒神は牛頭天王の眷属神だとしている。
牛頭天王は、祇園会系の祭りにおいて祀られる神であり、インドの神が、中国で密教、道教、陰陽思想と習合し、日本に伝わってからさらに陰陽道と関わりを深めたものである。疫神の性格を持ち、スサノオ尊と同体になり、祇園会の系統の祭りの地方伝播を通して、鎮守神としても定着したものである。

## 種類
家庭の台所で祀る三宝荒神と、地域共同体で祭る地荒神とがある。地荒神の諸要素には三宝荒神にみられないものも多く、両者を異質とみる説もあるが、地荒神にみられる地域差はその成立に関与した者と受け入れ側の生活様式の差にあったとみて本来は三宝荒神と同系とする説もある。ただし地域文化の多様性は単に信仰史の古さを反映しているにすぎないとも考えられるので、必ずしも文化の伝達者と現地人のギャップという観点を持ち出す必要はない。

### 三宝荒神
三宝荒神は『无障礙経』（むしょうげきょう）の説くところでは、如来荒神(にょらいこうじん）、麁乱荒神（そらんこうじん）、忿怒荒神（ふんぬこうじん）の三身を指す（ただし『无障礙経』は中国で作成された偽経）。後世、下級僧や陰陽師の類が、財産をもたない出家者の生活の援助をうけやすくするため、三宝荒神に帰依するように説いたことに由来している。像容としての荒神は、インド由来の仏教尊像ではなく、日本仏教の信仰の中で独自に発展した尊像であり、三宝荒神はその代表的なものである。不浄や災難を除去する火の神ともされ、最も清浄な場所である竈の神（台所の神）として祭られる。俗間の信仰である。
竈荒神の験力によると、生まれたての幼児の額に荒神墨を塗る、あるいは「あやつこ」と書いておけば悪魔を祓えると信ずる考え方がある。また荒神墨を塗ったおかげで河童（かっぱ）の難をのがれたという話も九州北西部には多い。荒神の神棚を荒神棚、毎月晦日（みそか）の祭りを荒神祓（はらい）、その時に供える松の小枝に胡粉（ごふん）をまぶしたものを荒神松、また竈を祓う箒（ほうき）を荒神箒とよんで、不浄の箒とは別に扱う。

### 地荒神
地荒神は、屋外に屋敷神・同族神・部落神などとして祀る荒神の総称である。
中国地方の山村や、瀬戸内の島々、四国の北西部、九州北部には、樹木とか、大樹の下の塚を荒神と呼んで、同族の株内ごとにまた小集落ごとにこれを祀る例が多い。山の神荒神・ウブスナ荒神・山王荒神といった習合関係を示す名称のほか、地名を冠したものが多い。祭祀の主体によりカブ荒神・部落荒神・総荒神などとも称される。
旧家では屋敷かその周辺に屋敷荒神を祀る例があり、同族で祀る場合には塚や石のある森を聖域とみる傾向が強い。部落で祀るものは生活全般を守護する神として山麓に祀られることが多い。樹木の場合は、地主神、作神（さくがみ）であり、牛馬の安全を守るが、甚だ祟りやすいともいう。また祀る人たちの家の火難、窃盗を防ぐという。地荒神も三宝荒神と同様、毎月28日とか、正月、5月、9月の28日に祭りを行う例が多い。あるいは旧暦9月か11月かに、稲作の収穫祭のような感じをもって行われる。頭屋（とうや）制で同族や集落の家々が輪番で祭を主宰する古い祭りの形式を伝えているものがある。広島県北部や岡山県西部では、「名」という十数戸を単位として、7年や13年を単位とする式年の「大神楽」が行われ、最後に荒神の神がかりがあって託宣を聞く。比婆荒神神楽や備中神楽は、国の重要無形民俗文化財に指定されている。

### 大荒大明神
聖徳太子のブレーン・秦河勝は大荒大明神として祀られたとされる。播磨赤穂の郷土誌や世阿弥・禅竹の記す猿楽起源説などにおいても秦河勝は大荒神となったと記されてある。

## 仏教における荒神信仰
三宝荒神
仏教系では仏・法・僧の三宝を守る神様とされる。荒神の尊像は、三面六臂または八面六臂（三面像の頭上に5つの小面を持つ）で、不動明王に通じる慈悲極まりた憤怒の形相である。六臂の持ち物はその像によって差異があるが、一般には
右手…独鈷・蓮華・宝塔（五鈷杵・金剛剣・矢）。左手…金剛鈴・宝珠・羯磨（金剛鈴・弓・戟または槍）のような形がとられている。江戸時代には民家の台所には必ずといってよいほど祀られていた。そしてその祀り方は御札あり、御宮あり、幣束もあっていろいろな形がとられていた。

## 民間習俗における荒神信仰
あやつこ(綾子)
子供の「お宮参り」の時に、鍋墨(なべずみ)や紅などで、額に「×」、「犬」と書くことをいう。悪魔よけの印で、イヌの子は良く育つということに由来するとされ、全国的にでは無いが、地方によって行われる所がある。
古文献によると、この「あやつこ(綾子)」は紅で書いたとされるが、紅は都の上流階級でのみ使われたことから、一般の庶民は「すみ」、それも「なべずみ」で書くのが決まりであったという。この「なべずみ」を額に付けることは、家の神としての荒神(こうじん)の庇護を受けていることの印であった。東北地方で、この印を書くことを「やすこ」を書くと言う。宮参りのみでなく、神事に参列する稚児（ちご）が同様の印を付ける例がある。
「あやつこ(綾子)」を付けたものは、神の保護を受けたものであることを明示し、それに触れることを禁じたのであった。のちには子供の事故防止のおまじないとして汎用されている。柳田國男の『阿也都古考』によると、奈良時代の宮女には「あやつこ(綾子)」の影響を受けたと思われる化粧の絵も認められ、また物品にもこの印を付けることもされていたらしい。

## 語源
語源は不明である。
日本の古典にある伝承には、和魂（にぎみたま）、荒魂（あらみたま）を対照的に信仰した様子が記されている。民間伝承でも、温和に福徳を保障する神と、極めて祟りやすく、これの畏敬（いけい）の誠を実現しないと危害や不幸にあうと思われた類の神があった。後者は害悪をなす悪神だが祭ることによって荒魂が和魂に転じるという信仰があった。そこでこの「荒神」とはこの後者をさしたものではないかとの説もある。ただし同様な思想はインドでも、例えば夜叉・羅刹などの悪神を祀りこれを以って守護神とする風習があり、またヒンドゥー教（仏教からすれば外道の宗教）の神が、仏教に帰依したとして守護神・護法善神（いわゆる天部）とされたことも有名であり、純粋に仏教の枠内でも悪神を祀って善神に転じるということはありうる。神仏習合の文化の中で、陰陽師（おんようじ）やその流れを汲む祈祷師（きとうし）が、古典上の（神道の）荒ぶる神の類を、外来の仏典に基づく神のように説いたことから発したのではないかとの説、古来からいう荒魂を祀って荒神としたのではないかという説もある。しかし、祀って和魂なり善神なりに転じたのであればもはや荒魂でも悪神でもなくなるため、守護神になった上で「荒神」とネガティブな呼称でよばれ続けるのは他に例がない。

## 創作の題材としての荒神
- 宮部みゆき - 荒神（2014年8月 朝日新聞出版 / 2017年7月 新潮文庫）

主演・内田有紀でドラマ化（2018年2月17日、NHK BSプレミアム）